# Andowiak szykowny
Andowiak szykowny (Thomasomys vestitus) – gatunek ssaka z podrodziny bawełniaków (Sigmodontinae) w obrębie rodziny chomikowatych (Cricetidae).

## Zasięg występowania
Andowiak szykowny występuje endemicznie w Cordillera de Mérida (m.in. w Parku Narodowym Dr. José Gregorio Hernández) w zachodniej Wenezueli.

## Taksonomia
Gatunek po raz pierwszy zgodnie z zasadami nazewnictwa binominalnego opisał w 1898 roku brytyjski zoolog Oldfield Thomas, nadając mu nazwę Oryzomys vestitus. Holotyp pochodził z Río Milla, na wysokości 1630 m, w Méridzie, w Wenezueli.
Autorzy Illustrated Checklist of the Mammals of the World uznają ten takson za gatunek monotypowy.

### Etymologia
- Thomasomys: Oldfield Thomas (1858–1929), brytyjski zoolog, teriolog; gr. μυς mus, μυος muos „mysz”[7].
- vestitus: łac. vestitus „ubrany, strojny”, od vestire „ozdobić, stroić”, od vestis „część garderoby, ubranie”[8].

## Morfologia
Długość ciała (bez ogona) 138–141 mm, długość ogona 169 mm, długość ucha 17–21 mm, długość tylnej stopy 33–33,3 mm; masa ciała 67,5 g. Garnitur chromosomowy wynosi 2n = 44 i FN = 42.

## Ekologia
Żyją w wilgotnych siedliskach, w lasach mglistych.

## Populacja
Są rzadko spotykane.

## Status zagrożenia
W Czerwonej księdze gatunków zagrożonych Międzynarodowej Unii Ochrony Przyrody (IUCN) andowiak szykowny od 2024 roku jest klasyfikowany jako gatunek bliski zagrożenia (NT, ang. Near Threatened); wcześniej uznawano go za gatunek najmniejszej troski (LC, ang. Least Concern). Głównym zagrożeniem dla tego ssaka jest utrata siedlisk. Wylesianie pod pastwiska i uprawy odnotowano nawet na terenie Parku Narodowego Sierra Nevada, gdzie gatunek ten występuje.